# Saint-Magne
Ne doit pas être confondu avec Saint-Magne-de-Castillon.
Saint-Magne est une commune du Sud-Ouest de la France, située dans le département de la Gironde, en région Nouvelle-Aquitaine.

## Géographie

### Localisation
La commune est située dans la forêt des Landes et fait partie du Parc naturel régional des Landes de Gascogne.

### Communes limitrophes
Les communes limitrophes en sont Saucats au nord, Cabanac-et-Villagrains au nord-est, Louchats au sud-est, Hostens au sud, Belin-Béliet au sud-ouest et Le Barp au nord-ouest.
|              | Saucats     | Cabanac-et-Villagrains |
| Le Barp      | Saint-Magne |                        |
| Belin-Béliet | Hostens     | Louchats               |

### Climat
Pour des articles plus généraux, voir Climat de la Nouvelle-Aquitaine et Climat de la Gironde.
Historiquement, la commune est exposée à un climat océanique aquitain.  
En 2020, Météo-France publie une typologie des climats de la France métropolitaine dans laquelle la commune est exposée à un climat océanique et est dans la région climatique  Aquitaine, Gascogne, caractérisée par une pluviométrie abondante au printemps, modérée en automne, un faible ensoleillement au printemps, un été chaud (19,5 °C), des vents faibles, des brouillards fréquents en automne et en hiver et des orages fréquents en été (15 à 20 jours).
Pour la période 1971-2000, la température annuelle moyenne est de 12,8 °C, avec une amplitude thermique annuelle de 14,3 °C. Le cumul annuel moyen de précipitations est de 1 023 mm, avec 12,4 jours de précipitations en janvier et 7,5 jours en juillet. Pour la période 1991-2020, la température moyenne annuelle observée sur la station météorologique la plus proche, située sur la commune de Belin-Béliet à 11 km à vol d'oiseau, est de 14,0 °C et le cumul annuel moyen de précipitations est de 927,7 mm,. Pour l'avenir, les paramètres climatiques de la commune estimés pour 2050 selon différents scénarios d’émission de gaz à effet de serre sont consultables sur un site dédié publié par Météo-France en novembre 2022.

## Urbanisme

### Typologie
Au 1er janvier 2024, Saint-Magne est catégorisée commune rurale à habitat dispersé, selon la nouvelle grille communale de densité à sept niveaux définie par l'Insee en 2022.
Elle est située hors unité urbaine. Par ailleurs la commune fait partie de l'aire d'attraction de Bordeaux, dont elle est une commune de la couronne,. Cette aire, qui regroupe 275 communes, est catégorisée dans les aires de 700 000 habitants ou plus (hors Paris),.

### Occupation des sols

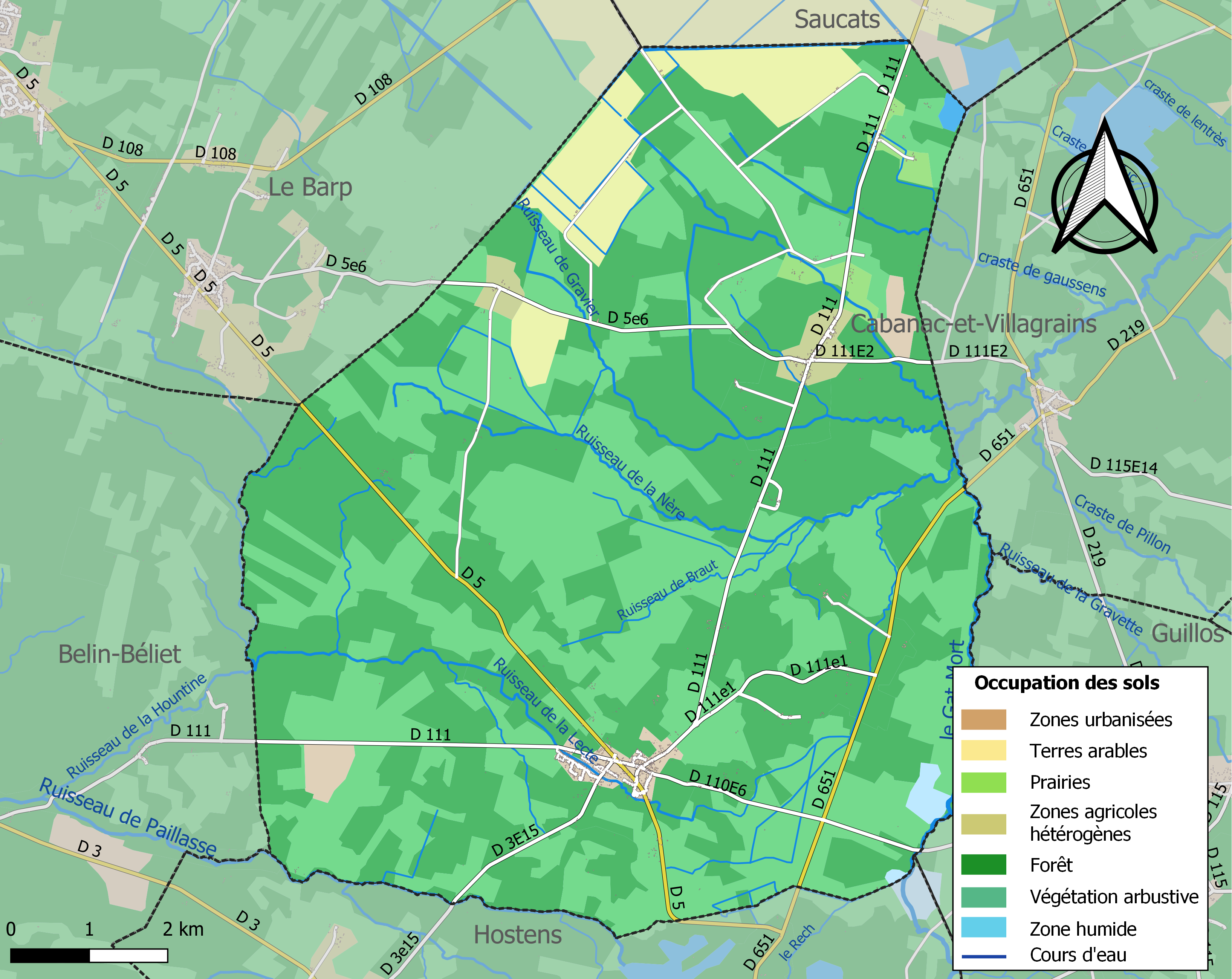
Carte des infrastructures et de l'occupation des sols de la commune en 2018 (CLC).

L'occupation des sols de la commune, telle qu'elle ressort de la base de données européenne d’occupation biophysique des sols Corine Land Cover (CLC), est marquée par l'importance des forêts et milieux semi-naturels (90,8 % en 2018), en diminution par rapport à 1990 (92,1 %). La répartition détaillée en 2018 est la suivante : 
forêts (50,7 %), milieux à végétation arbustive et/ou herbacée (40,1 %), terres arables (5 %), zones agricoles hétérogènes (1,1 %), prairies (0,9 %), zones urbanisées (0,8 %), zones industrielles ou commerciales et réseaux de communication (0,5 %), mines, décharges et chantiers (0,4 %), zones humides intérieures (0,4 %), eaux continentales (0,1 %). L'évolution de l’occupation des sols de la commune et de ses infrastructures peut être observée sur les différentes représentations cartographiques du territoire : la carte de Cassini (XVIIIe siècle), la carte d'état-major (1820-1866) et les cartes ou photos aériennes de l'IGN pour la période actuelle (1950 à aujourd'hui).

### Risques majeurs
Le territoire de la commune de Saint-Magne est vulnérable à différents aléas naturels : météorologiques (tempête, orage, neige, grand froid, canicule ou sécheresse), feux de forêts et séisme (sismicité très faible). Un site publié par le BRGM permet d'évaluer simplement et rapidement les risques d'un bien localisé soit par son adresse soit par le numéro de sa parcelle.
Saint-Magne est exposée au risque de feu de forêt. Depuis le 20 avril 2016, les départements de la Gironde, des Landes et de Lot-et-Garonne disposent d’un règlement interdépartemental de protection de la forêt contre les incendies. Ce règlement vise à mieux prévenir les incendies de forêt, à faciliter les interventions des services et à limiter les conséquences, que ce soit par le débroussaillement, la limitation de l’apport du feu ou la réglementation des activités en forêt. Il définit en particulier cinq niveaux de vigilance croissants auxquels sont associés différentes mesures,.

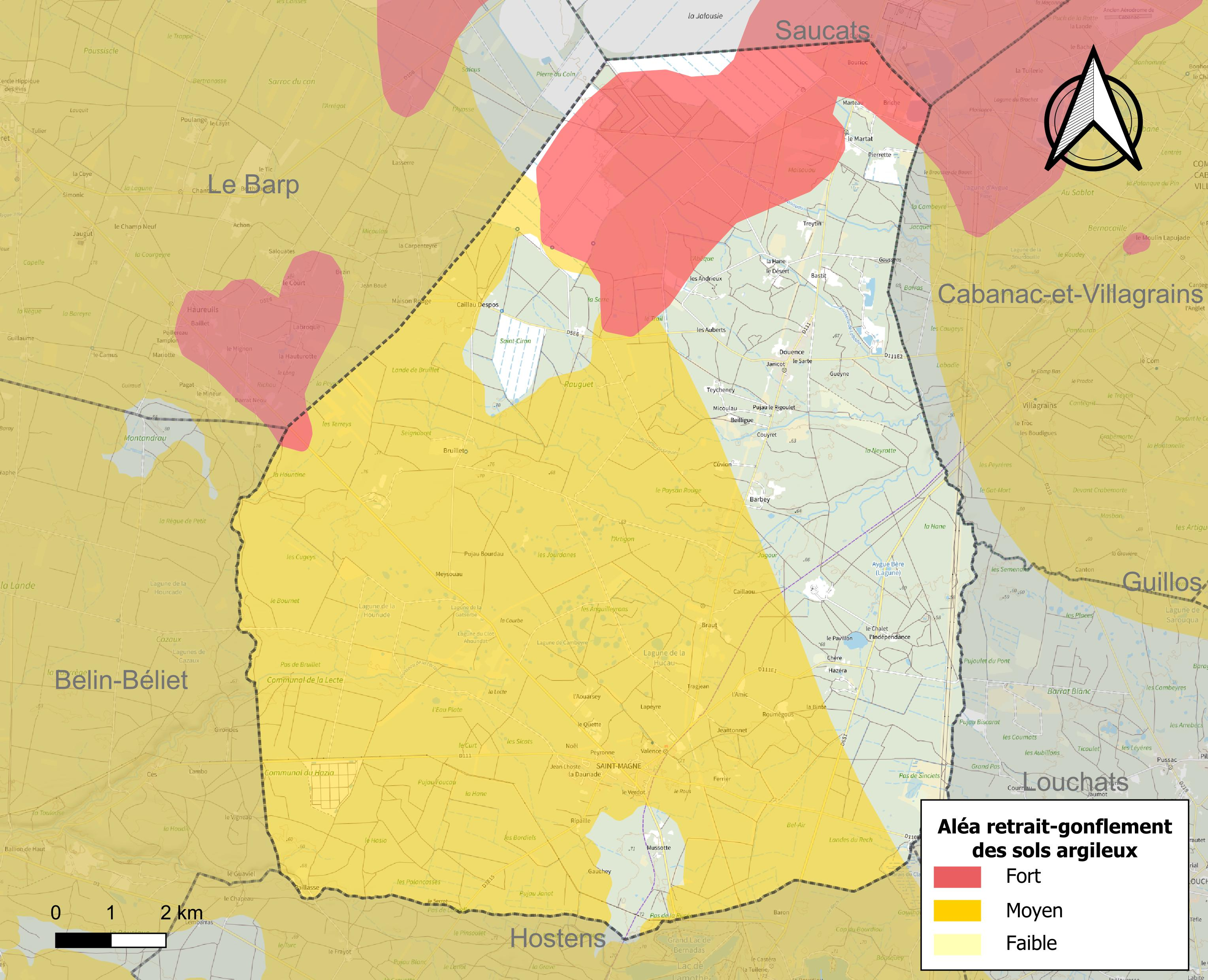
Carte des zones d'aléa retrait-gonflement des sols argileux de Saint-Magne.

Le retrait-gonflement des sols argileux est susceptible d'engendrer des dommages importants aux bâtiments en cas d’alternance de périodes de sécheresse et de pluie. 70,8 % de la superficie communale est en aléa moyen ou fort (67,4 % au niveau départemental et 48,5 % au niveau national). Sur les 441 bâtiments dénombrés sur la commune en 2019, 325 sont en aléa moyen ou fort, soit 74 %, à comparer aux 84 % au niveau départemental et 54 % au niveau national. Une cartographie de l'exposition du territoire national au retrait gonflement des sols argileux est disponible sur le site du BRGM,.
La commune a été reconnue en état de catastrophe naturelle au titre des dommages causés par les inondations et coulées de boue survenues en 1982, 1999, 2009 et 2020.

## Toponymie
Le nom de la commune provient de Magne d'Anagni saint ayant vécu entre 220 et 270, évêque de la ville de Trani, sur la côte adriatique en Italie et mort en martyr aux environs d'Anagni près de Rome.
En gascon, le nom de la commune est Sent Manhe.

## Histoire
Au XIVe siècle, Amanieu d'Albret était seigneur de Langoiran et de Saint-Magne.
Pour l'état de la commune au XVIIIe siècle, voir l'ouvrage de Jacques Baurein.
À la Révolution, la paroisse Saint-Magne de Belin forme la commune de Saint-Magne.

## Politique et administration
| Période                                  | Période   | Identité          | Étiquette | Qualité       |
| ---------------------------------------- | --------- | ----------------- | --------- | ------------- |
| avant 1995                               |           | Jean Baillet      |           |               |
| mars 2001                                | mars 2014 | Bernard Lacoste   |           |               |
| mars 2014                                | 2020      | Brigitte Octon    | SE        | Fonctionnaire |
| 2020                                     | En cours  | Ghislaine Charles |           |               |
| Les données manquantes sont à compléter. |           |                   |           |               |

## Démographie
Ses habitants sont appelés les Saint-Magnais.
L'évolution du nombre d'habitants est connue à travers les recensements de la population effectués dans la commune depuis 1793. Pour les communes de moins de 10 000 habitants, une enquête de recensement portant sur toute la population est réalisée tous les cinq ans, les populations de référence des années intermédiaires étant quant à elles estimées par interpolation ou extrapolation. Pour la commune, le premier recensement exhaustif entrant dans le cadre du nouveau dispositif a été réalisé en 2006.

En 2022, la commune comptait 1 235 habitants, en évolution de +29,59 % par rapport à 2016 (Gironde : +6,91 %, France hors Mayotte : +2,11 %).
| 1793 | 1800 | 1806 | 1821 | 1831 | 1836 | 1841 | 1846 | 1851 |
| ---- | ---- | ---- | ---- | ---- | ---- | ---- | ---- | ---- |
| 960  | 754  | 696  | 743  | 810  | 780  | 859  | 903  | 886  |

| 1856 | 1861 | 1866 | 1872 | 1876 | 1881 | 1886 | 1891 | 1896 |
| ---- | ---- | ---- | ---- | ---- | ---- | ---- | ---- | ---- |
| 897  | 853  | 896  | 894  | 804  | 848  | 835  | 881  | 808  |

| 1901 | 1906 | 1911 | 1921 | 1926 | 1931 | 1936 | 1946 | 1954 |
| ---- | ---- | ---- | ---- | ---- | ---- | ---- | ---- | ---- |
| 777  | 769  | 753  | 671  | 728  | 663  | 628  | 624  | 609  |

| 1962 | 1968 | 1975 | 1982 | 1990 | 1999 | 2006 | 2011 | 2016 |
| ---- | ---- | ---- | ---- | ---- | ---- | ---- | ---- | ---- |
| 604  | 593  | 538  | 754  | 799  | 814  | 938  | 988  | 953  |

| 2021  | 2022  | - | - | - | - | - | - | - |
| ----- | ----- | - | - | - | - | - | - | - |
| 1 172 | 1 235 | - | - | - | - | - | - | - |

## Culture locale et patrimoine

### Lieux et monuments
- L'église Saint-Magne[29], de style néo-gothique, a été construite en 1869, est composée d’une nef unique et de deux chapelles latérales et est surmontée d'un « clocher Donnet ».

Elle abrite une pietà en pierre du XIVe siècle.
Le mécanisme d'horlogerie de l’église, de la fin du XIXe siècle, est conservé à la mairie : il est constitué d'ampoules en verre contenant du mercure faisant office de connecteurs à bascule, tandis qu’un moteur électrique remonte le poids ; les diverses sonneries étaient actionnées par l'intermédiaire d’un semainier, placé en bas du clocher.
- Une grande croix très ancienne, de près de quatre mètres de haut et sur laquelle figurent deux dates, 1689 et 1852, se dresse au cœur du cimetière[32].
- Le château des barons d’Agés, illustre famille de la ville, est bâti, au XVIe siècle, sur les ruines d'une maison forte du XIVe siècle détruite durant la guerre de Cent Ans[33].
- La commune a conservé son ancienne gare, construite au XIXe siècle sur la ligne des chemins de fer économiques entre Hostens et Beautiran et principalement affectée au transport de bois[34].

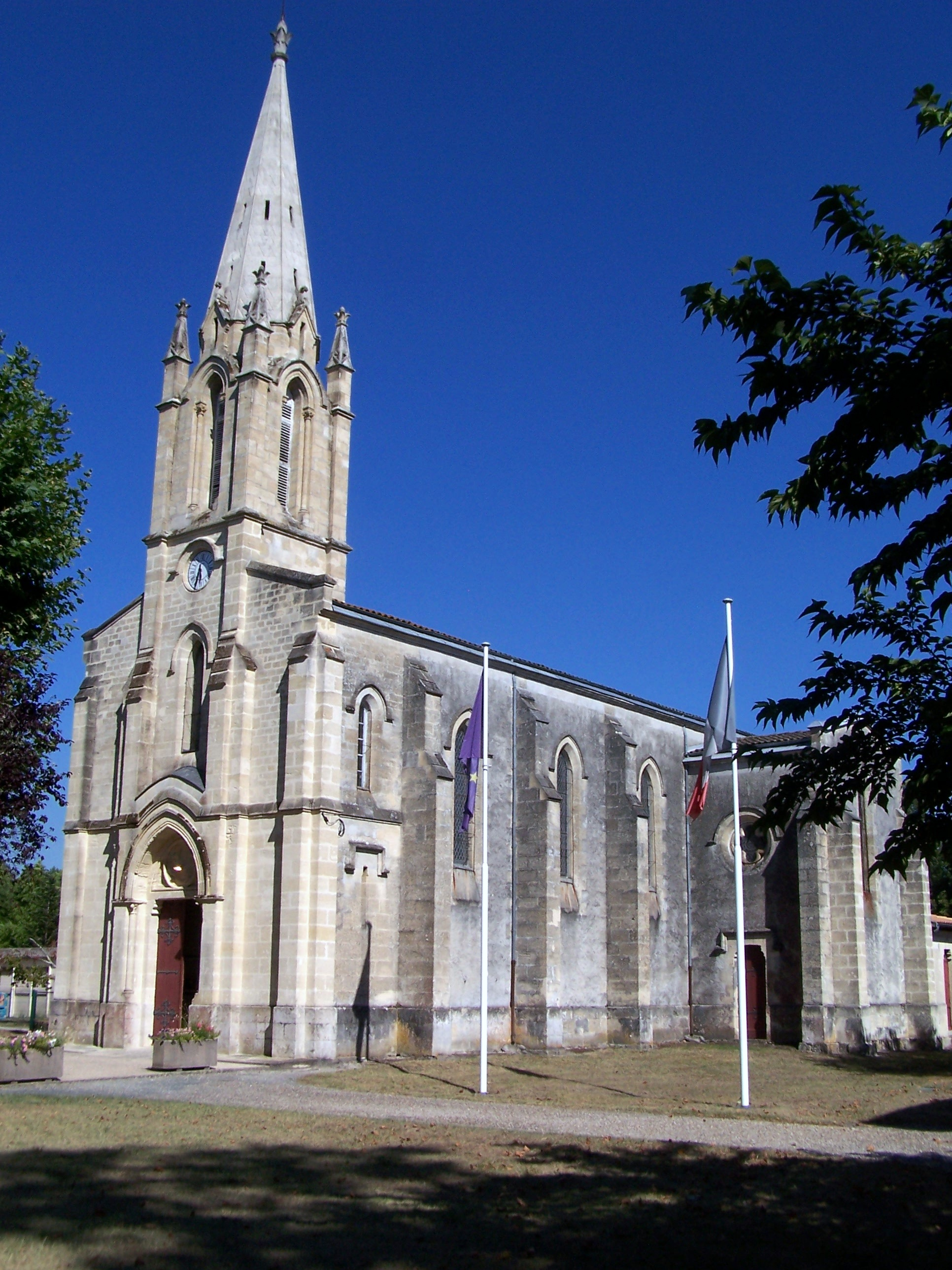
L'église Saint-Magne (août 2015).
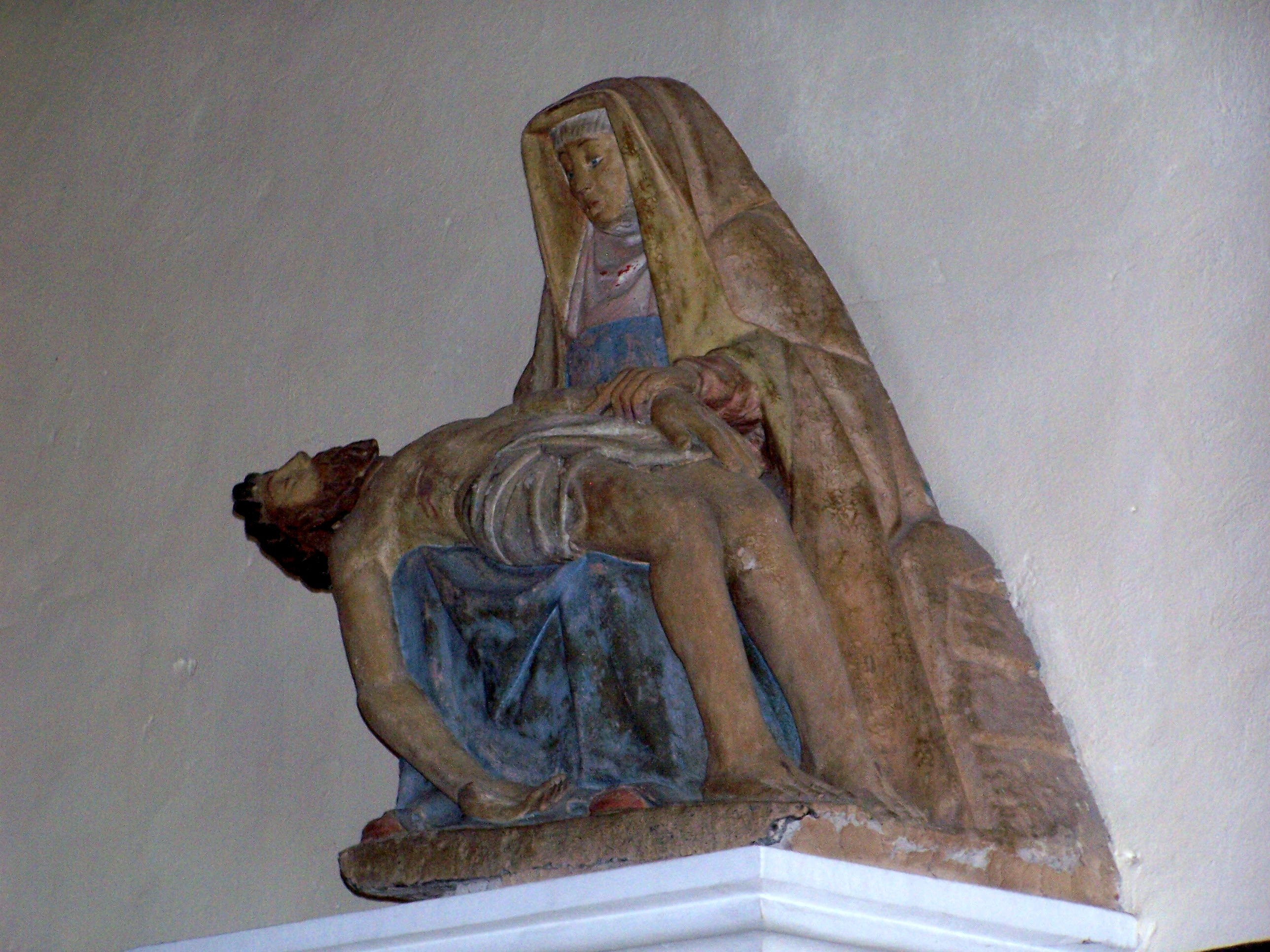
La pietà de l'église (août 2015).
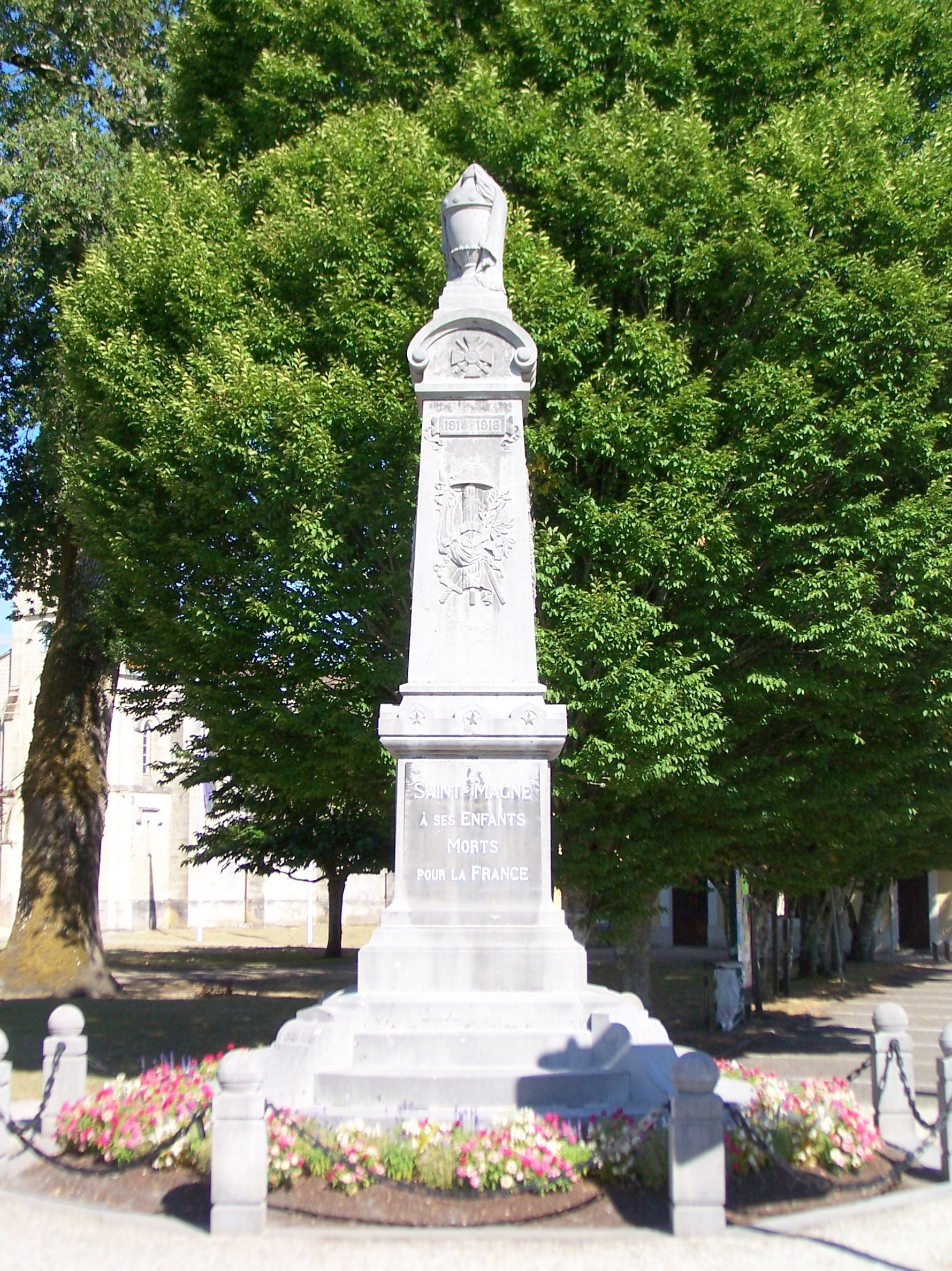
Le monument aux morts (août 2015).

### Héraldique
| Blason de Saint-Magne | Blason  | Écartelé, au premier parti au I losangé d'or et de gueules, au II losangé d'argent et d'azur, au deuxième coupé au I d'azur à l'aigle bicéphale, au vol abaissé, issante, cousue de gueules accompagnée d'un soleil levant d'or à dextre et d'une étoile d'argent à senestre, au II d'argent au canon du champ sur son affût de sable, à la fasce bandée d'or et de gueules brochant sur le coupé, au troisième de gueules à la grosse tour donjonnée d'une pièce à senestre, cette dernière pavillonnée d'argent à dextre, le tout du même, maçonné de sable et ajouré du champ, ladite tour ouverte du champ à dextre et accompagnée au premier canton d'un casque de tournoi, taré de trois-quarts d'argent, le panache du même, au quatrième d'azur au lion d'or, mantelé d'argent chargé d'un chevronnel d'azur surmonté de trois roses de gueules mal ordonnées. |
| Blason de Saint-Magne | Détails | Officiel, figure sur le site internet de la commune. |